# غواصة يو-121
يو -121 غواصة ألمانية من فئة يو إي 2 خدمت في البحرية الإمبراطورية الألمانية خلال الحرب العالمية الأولى في البحر المتوسط. قامت البحرية النمساوية المجرية بتخصيص رقم يو-84 لها. تم بناؤها في هامبورغ بألمانيا. تم إطلاقها في 20 سبتمبر 1918، تم الانتهاء منها بعد الهدنة ولم يتم تكليفها مطلقًا في البحرية الإمبراطورية الألمانية ولكنها سلمت إلى فرنسا في 9 مارس 1919. غرقت قبالة شيربورغ في 1 يوليو 1921.